# Joshua Lederberg
Joshua Lederberg (Montclair, New Jersey, 1925. május 23. – New York, 2008. február 2.) amerikai molekuláris genetikus. 1958-ban Edward L. Tatummal és George Beadle-vel megosztva elnyerte az orvostudományi Nobel-díjat, mert felfedezte, hogy a baktériumok képesek egymás között géneket cserélni.

## Tanulmányai
Joshua Lederberg New Jersey államban, Montclair városában született 1925. május 23-án, zsidó családban. Apja Zvi Hirsch Lederberg rabbi, anyja Esther Goldenbaum Schulman volt. A család három fiúgyermeke közül ő volt a legidősebb. Joshua még kisgyermek volt, mikor Lederbergék Manhattanba költöztek. A középiskolát a New York-i Stuyvesant High Schoolban végezte, 1941-ben pedig, 15 évesen beiratkozott a Columbia Egyetem zoológia szakára. Tanárai tanácsára már ekkor végzett biokémiai és genetikai kísérleteket a Neurospora crassa penészgombával. A második világháború kitörése után, 1943-ban a St. Albans haditengerészeti kórház patológiai laboratóriumában dolgozott, ahol a tengerészek vér- és székletmintából maláriadiagnosztikát végzett. 1944-ben visszatért az egyetemre és megszerezte B.A. fokozatát.

## Baktériumgenetikai munkája
Lederberg 1944-ben beiratkozott a Columbia orvosi szakára és folytatta a kutatómunkát is. Ekkoriban derítette ki Oswald Avery, hogy az öröklődésért a DNS felelős, Lederberg pedig pedig azt vizsgálta, hogy a baktériumok osztódása után a leánysejtek teljes egyforma klónjai-e egymásnak. Mivel a Columbián lassan haladt a kutatással, 1946-47 között felfüggesztette tanulmányait és Edward Tatummal közösen dolgozott a Yale Egyetemen. Lederberg és Tatum kimutatta, hogy az Escherichia coli baktériumnak van egy szexuális fázisa, amikor a sejtek egymással konjugálva kicserélik genetikai információikat. A konjugációt különböző időkben megszakítva képesek voltak egy durva genetikai térképet is összeállítani az egyes gének sorrendjéről. Eredményei alapján Lederberg 1947-ben PhD fokozatot szerzett a Yale Egyetemen. 1946-ban feleségül vette Esther Miriam Zimmert, aki maga is Tatum tanítványa volt. 

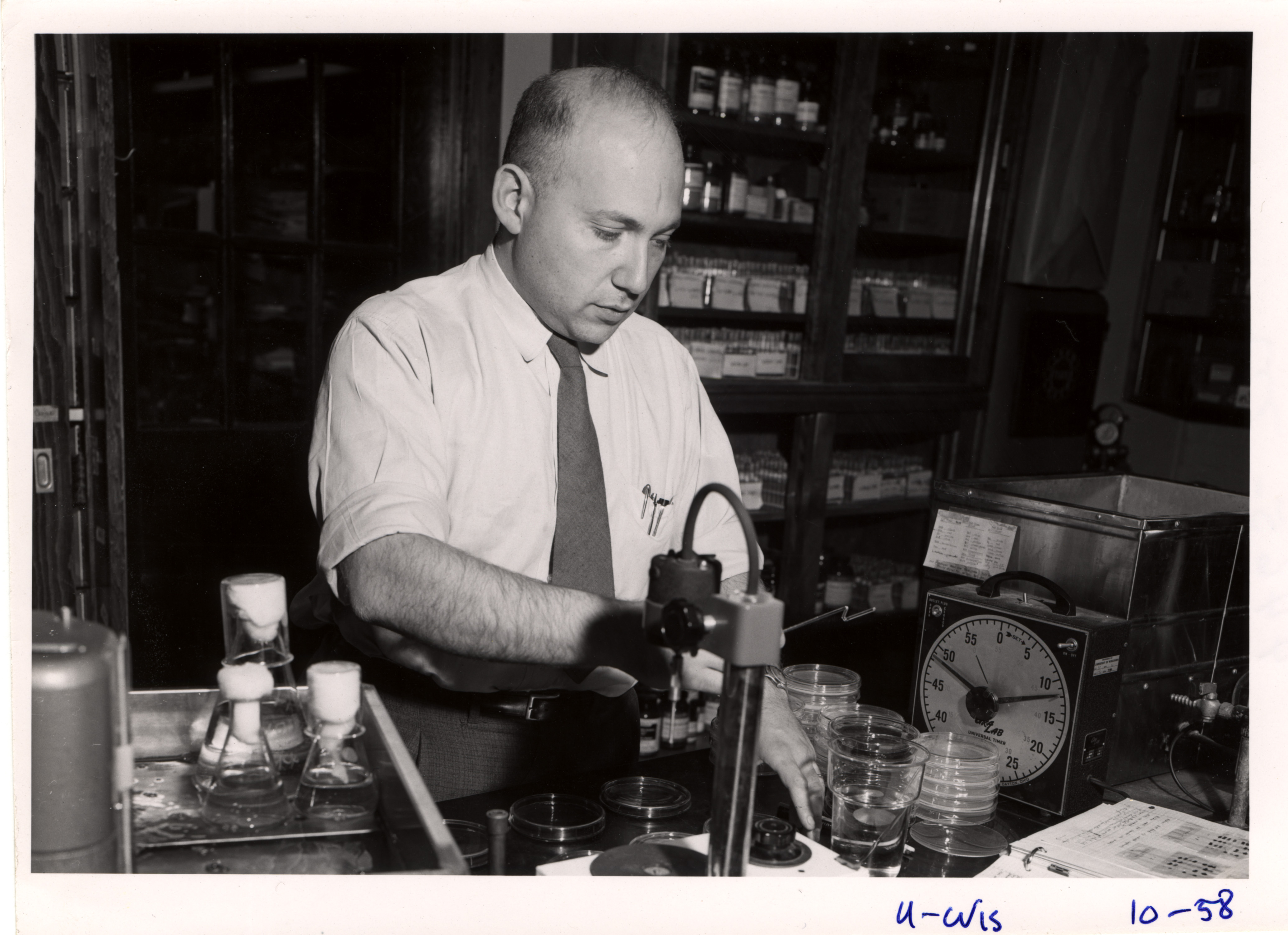
Joshua Lederberg 1958-ban

Ahelyett, hogy visszatért volna a Columbiára, Lederberg inkább a Wisconsin-Madison Egyetemen vállalt genetikai tanársegédi állást. Felesége követte és 1950-ben itt szerezte meg doktorátusát.
Joshua és Esther, valamint Norton Zinder 1951-ben kimutatta, hogy a Salmonella typhimurium baktérium különböző törzsei között vírusok közvetítésével genetikai információ adható át; a folyamatot transzdukciónak nevezték. Felismerték, hogy két változata is létezik, az általános transzdukció esetében az összeálló vírusburokba véletlenül vírus-DNS helyett bakteriális DNS csomagolódik; míg a speciális transzdukció során a baktérium DNS-ébe beépült vírus a kiszakadáskor magával visz valamennyit a gazdasejt genetikai anyagából. A hasonló folyamatokkal az információ, például az antibiotikumrezisztenciát kódoló gének nagyon gyorsan terjedhetnek akár különböző baktériumfajok között is.
Esther felfedezte a sejtek közötti konjugációt szabályozó F-plazmidot is. 1956-ban az Illinoisi Bakteriológusok Társulata Joshua és Esther Lederbergnek közösen adta át a Pasteur-érmet a mikrobiológia és genetika terén elért eredményeikért. 1957-ben a Wisconsin–Madison Egyetemen megalapították az orvosgenetikai tanszéket.
1958-ban Joshua Lederberg, Edward Tatum és George Beadle közösen kapták meg az orvostudományi Nobel-díjat "a genetikai rekombináció és a baktériumok genetikai anyagának szerveződését illető felfedezéseikért". 

## A Nobel-díj után
1958-ban Lederberget kinevezték a Stanford Egyetem újonnan létrehozott genetikai tanszékének vezetőjévé. Frank Macfarlane Burnettel közösen kutatta a vírusok elleni antitesteket. A meginduló űrkutatással kapcsolatban az Amerikai Tudományos Akadémiának írt levelében aggodalmát fejezte ki, hogy az űrből visszatérő szondák és járművek addig ismeretlen, járványokat okozó mikroorganizmusokat hozhatnak le a Földre. Ugyanakkor felhívta a figyelmet, hogy a baktériumokkal szennyezett szondák megzavarhatják a földönkívüli élet kutatását. Javasolt, hogy a visszatérő eszközöket és űrhajósokat helyezzék karanténbe, valamint, hogy az űreszközöket fellövés előtt sterilizálják.
Már az 1960-as években foglalkozni kezdett a korai számítógépes mesterséges értelem-kutatásokkal.
1978-ban a Rockefeller Egyetem elnökévé választották. 1990-ben lemondott és a molekuláris genetika és informatika professor emeritusaként dolgozott tovább.
Szinte egész pályafutása alatt az amerikai kormány tudományos tanácsadójaként is működött. 1950-től kezdődően több elnöki tudományos tanácsadói bizottságban vett részt. 1979-ben tagja lett a Védelmi Tudományos Tanácsnak és Carter elnök rákellenes programját is ő vezette. 1989-ben addigi életművéért Nemzeti Tudományos Éremmel tüntették ki. 1994-ben ő vezette a védelmi minisztérium öbölháborús szindrómát vizsgáló egészségügyi bizottságát.
2002-ben az Amerikai Filozófia Társaság Benjamin Franklin-éremmel tüntette ki, 2006-ban pedig elnyerte az Elnöki Szabadság-érmet.

## Családja

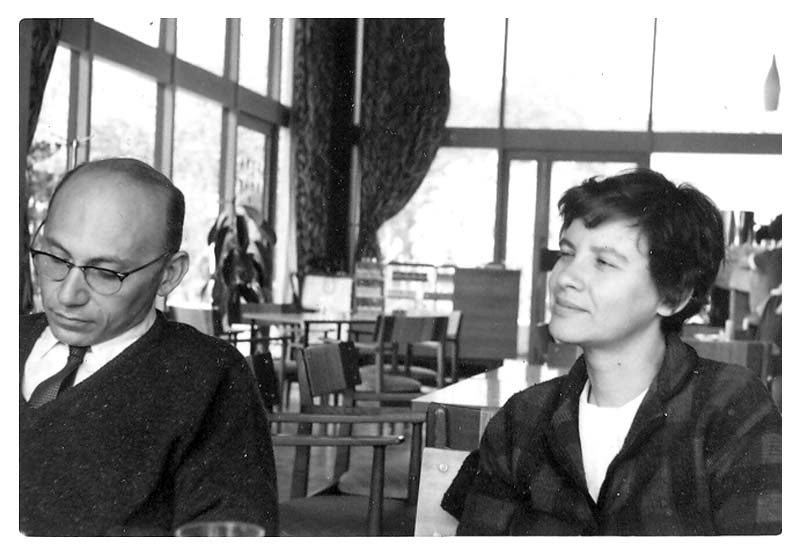
Joshua és Esther Lederberg

Joshua Lederberg 1946-ban vette feleségül Esther Miriam Zimmert, ám 1966-ban elváltak. 1968-ban újból megházasodott és Marguerite Stein Kirsch pszichiátert vette el. Egy gyermekük született, Anne Lederberg.
Joshua Lederberg 2008. február 2-án hunyt el egy New York-i kórházban, tüdőgyulladás következtében. 2012-ben az ő tiszteletére neveztek el egy 87 km-es becsapódási krátert a Marson.

## Fordítás
- Ez a szócikk részben vagy egészben  a   Joshua Lederberg című angol Wikipédia-szócikk ezen változatának fordításán alapul.  Az eredeti cikk szerkesztőit annak laptörténete sorolja fel. Ez a jelzés csupán a megfogalmazás eredetét és a szerzői jogokat jelzi, nem szolgál a cikkben szereplő információk forrásmegjelöléseként.